# IKCO Tara
IKCO Tara — компактный седан, выпускаемый с 2020 года иранским автопроизводителем Iran Khodro.

## Описание
После достижения в 2015 году соглашения о СВПД и ослабления санкционного давления на Иран компании Iran Khodro и Peugeot создали совместное предприятие IKAP (Iran Khodro Automobiles Peugeot) намереваясь совместно производить модели Peugeot. После того как в 2018 году со стороны США санкции были возвращены, компания Peugeot покинула Иран и проект IKAP был приостановлен. Iran Khodro модифицировала планируемую к выпуску модель Peugeot 301, чтобы производить его самостоятельно, результатом стала модель Tara, впервые представленная 19 февраля 2020 года.
Модель является производным от Peugeot 301, основана на платформе IKP1 компании Iran Khodro, которая представляет собой модифицированную версию платформы PSA PF1, при этом и кузов является общим с Peugeot 301 — изменения в основном касаются дизайна передней и задней части автомобиля. По словам компании, производство автомобиля «локализовано на 92 %».
Двигатель — бензиновый объемом 1,6 литра, 4-цилиндровый, 16-клапанный с непрямым впрыском выдает 115 л. с. имеющий название TU5P — является улучшенной версией двигателя PSA TU5, модифицированного Iran Khodro для добавления системы изменения фаз газораспределения. Коробка передач — «механика» или «автомат», в зависимости от типа разгон с 0 до 100 км/ч составляет 12,5 или 13 секунд.

## История
Продажи модели в Иране начались в июле 2020 года. В сентябре 2022 года первая партия машин была экспортирована в Армению.
В августе 2022 было объявлено о планах выхода модели на рынок России в начале 2023 года. По параллельному импорту партия в около 100 машин была поставлена весной 2023 года по ценам 1,5 млн руб. за версию с «механикой» и 1,7 млн руб за версию с «автоматом». Начата процедура получения ОТТС на модель, завершение ожидается в конце 2024 — начале 2025 года.

## Галерея

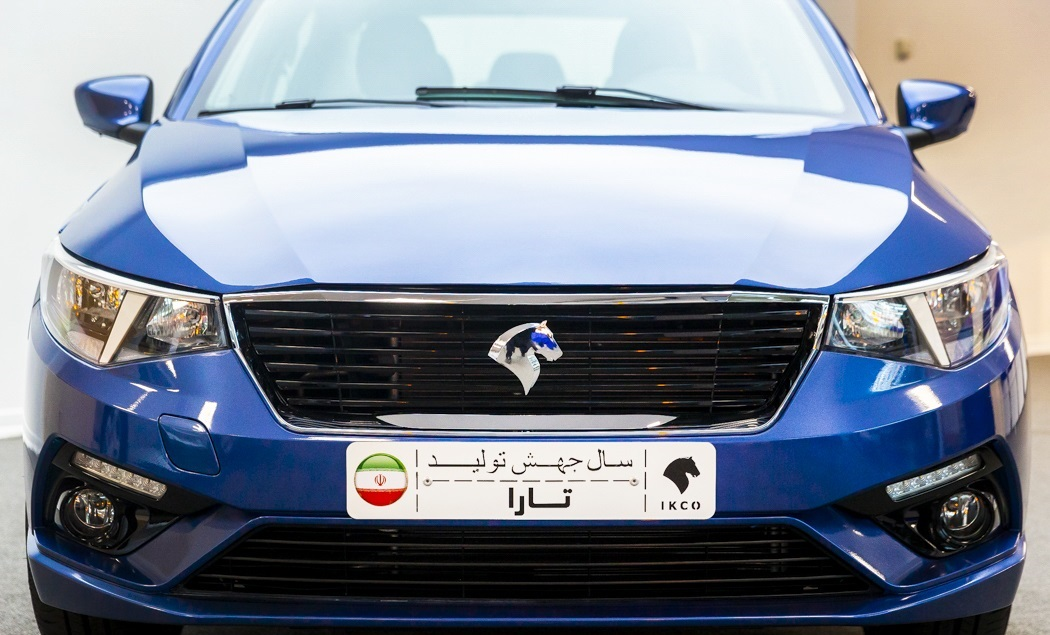
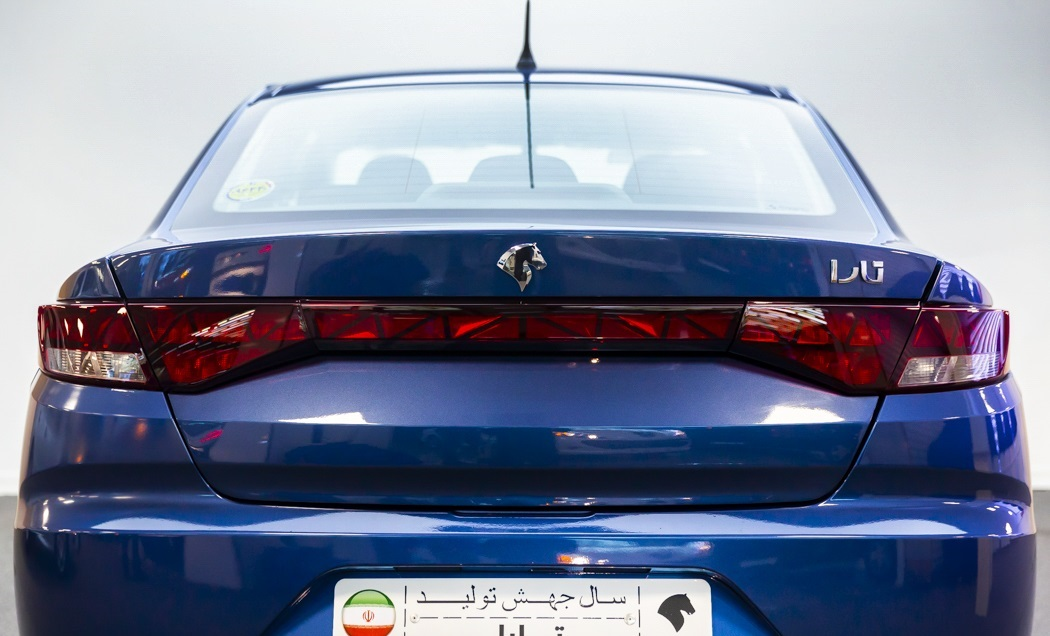
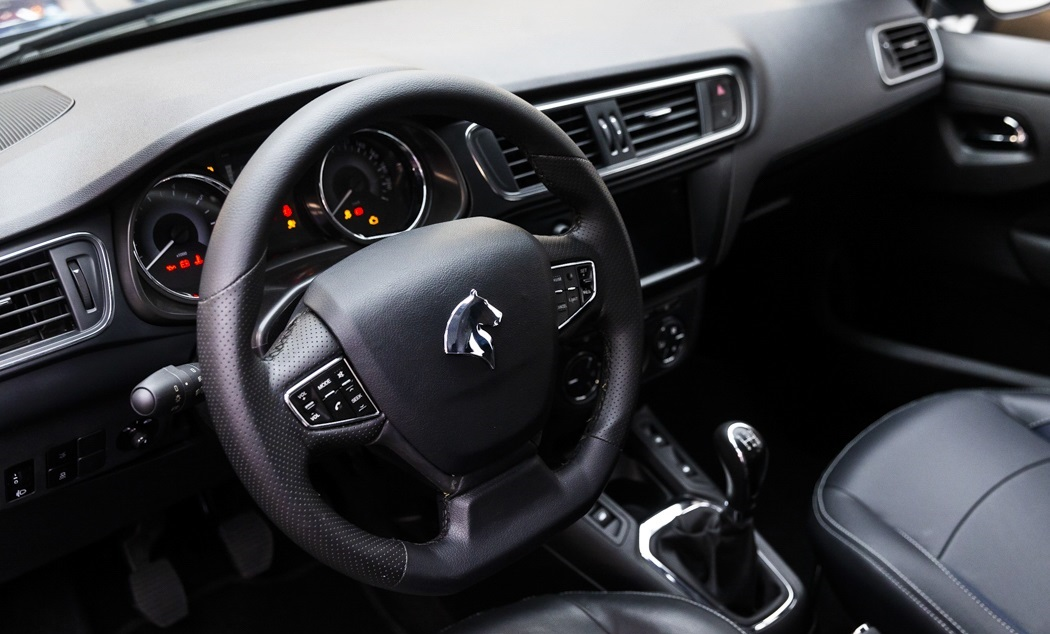